# Man in the mud
Man in the mud – diorama autorstwa australijskiego rzeźbiarza Petera Corletta, znajdująca się w zbiorach Australian War Memorial w Canberze.

## Opis
W 1986 roku Australian War Memorial zleciło Peterowi Corlettowi wykonanie dioramy przedstawiającej trudne warunki, w jakich żyli australijscy żołnierze walczący na froncie zachodnim podczas I wojny światowej. Corlett wybrał pozę dla bohatera dioramy na podstawie fotografii żołnierza ze zbiorów Australian War Memorial, przedstawiającego grupę zagazowanych Australijczyków w punkcie medycznym we Francji w maju 1918 roku. Diorama została zaprojektowana przy użyciu żywego modelu, którego Corlett sfotografował, odtwarzając pozę z fotografii znajdującej się w zbiorach Australian War Memorial. Corlett następnie nieznacznie zmienił pozę, aby zwiększyć dramaturgię wyglądu ciała żołnierza. Figura i błoto, w którym siedzi, zostały wykonane z włókna szklanego. Dodatkowo żołnierz nosi mundur z włókna i metalowy hełm, a tył dioramy stanowi brązowa fotografia błotnistego pola bitwy.

Patrick Hutchings w swojej książce Peter Corlett: Sculptures podaje następujący opis dioramy: 

Diorama składa się z bardzo dużej, zakrzywionej fototapety przedstawiającej zdewastowany krajobraz z bronią, zniszczonym sprzętem i błotem. Błoto jest wszędzie. Na pierwszym planie znajduje się sterta błota, połamana kładka z desek i zanieczyszczona woda, cudownie wykonana z włókna szklanego i (dla wody) czystych mieszanek żywicy poliestrowej, barwionych na różne sposoby i splątanych razem. Na małym wzniesieniu siedzi żołnierz w głębokiej rozpaczy, łokcie na kolanach, twarz w dłoniach. Postać jest w całkowicie poprawnym historycznym mundurze i stanowi część bardzo przekonującej dioramy. Nawiązuje również, w mowie ciała, do eschatologicznej postaci z Sądu Ostatecznego Michała Anioła w Kaplicy Sykstyńskiej.

## Recenzje
Man in the mud został ukończony w 1989 roku i w tym samym roku został wystawiony w galeriach Australian War Memorial poświęconych I wojnie światowej. Od 2005 roku diorama znajdowała się tuż za wyjściem z galerii poświęconej bitwie o półwysep Gallipoli i była pierwszą ekspozycją, jaką widzieli zwiedzający po wejściu do galerii o froncie zachodnim „Wielkiej Wojny”. Takie umiejscowienie miało na celu podkreślenie bardziej bezosobowej i brutalnej natury walk we Francji w porównaniu z walkami o Gallipoli w Turcji. Artykuł w dzienniku The Canberra Times z 1988 roku określił nieukończoną wówczas dioramę jako „bardzo dobrą”. Hutchings również uznał tę pracę za sukces.
Diorama jest jedną z najpopularniejszych ekspozycji wystawianych w Australian War Memorial, a strona internetowa muzeum określa ją jako „bardzo lubianą”. W odpowiedzi na realistyczny wygląd żołnierza i błotniste pole bitwy wielu odwiedzających muzeum dotyka dzieła.
Man in the mud usunięto z galerii Australian War Memorial poświęconych I wojnie światowej, gdy zamknięto je w celu przeprowadzenia gruntownej modernizacji w kwietniu 2013 roku. Dioramę umieszczono w tymczasowej przestrzeni wystawowej muzeum. Po ponownym otwarciu galerii poświęconych I wojnie światowej, diorama do nich nie powróciła.